# Situação legal
Situação legal ou situação jurídica descreve os direitos, deveres e obrigações legais de uma pessoa ou entidade, ou um subconjunto desses direitos e obrigações. O termo pode ser usado para descrever a condição legal de uma pessoa em relação a direitos pessoais, mas excluindo relações patrimoniais, como, por exemplo, ter o estado de cônjuge. Também pode se referir à capacidade legal, separadamente de outros elementos do estado pessoal, como o estado de menor de idade, ou ao conjunto de privilégios, obrigações, poderes ou restrições que uma pessoa ou entidade recebe por meio da legislação.
O termo também pode se referir à condição legal de uma pessoa imposta pela lei, mas sem consentimento, como o estado de um servo contratado quando a servidão contratada é imposta por lei.
O estado legal pode ser algo que surge unicamente por força de lei, como ser beneficiário da Previdência Social, descrevendo a relação do indivíduo com a lei.